# ليزلي إي. براون
ليزلي إي. براون (بالإنجليزية: Leslie E. Brown)‏ هو ضابط أمريكي، ولد في 7 يوليو 1920 في واشنطن في الولايات المتحدة، وتوفي في 12 سبتمبر 1997 في بالم سبرينغس في الولايات المتحدة.